# Physalaemus bokermanni
Physalaemus bokermanni är en groddjursart som beskrevs av Cardoso och Célio F.B. Haddad 1985. Physalaemus bokermanni ingår i släktet Physalaemus och familjen Leiuperidae. IUCN kategoriserar arten globalt som otillräckligt studerad. Inga underarter finns listade i Catalogue of Life.